# جورج ر. إليس
جورج ر. إليس (بالإنجليزية: George R. Ellis)‏ هو مؤرخ الفن ومؤرخ أمريكي، ولد في 1937.